# Peter H. Feist

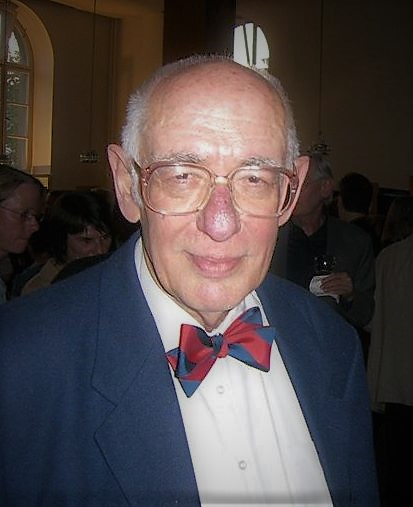
Peter H. Feist (2006)

Peter Heinz Feist (meist Peter H. Feist; * 29. Juli 1928 in Warnsdorf, Tschechoslowakei; † 26. Juli 2015 in Berlin) war ein deutscher Kunsthistoriker, der vor allem zum französischen Impressionismus publizierte. Er lehrte von 1968 bis 1990 als Professor für Kunstwissenschaft an der Humboldt-Universität Berlin und war von 1982 bis 1990 Direktor des Instituts für Ästhetik und Kunstwissenschaft der Akademie der Wissenschaften der DDR.

## Biographie
Peter H. Feist wurde 1928 in Warnsdorf im mehrheitlich deutschsprachigen Teil Nordböhmens, unmittelbar an der Grenze zu Sachsen, geboren und wuchs dort auf. Sein Vater, der Chirurg Georg H. Feist, war 1926 zusammen mit seiner Frau von Prag nach Warnsdorf gezogen, wo er die Leitung des Städtischen Krankenhauses übernahm. Die Mutter Isolde Feist geborene Sojka war Krankenschwester, die vor ihrer Hochzeit 1923 zum Luthertum konvertierte; ihr Vater war ein wohlhabender Wein- und Spirituosenhändler aus Reichenberg. 1932 erfolgte die Scheidung der Eltern. Die Mutter galt nach den NS-Rassegesetzen als „Halbjüdin“ und wurde später zusammen mit ihrem zweiten Ehemann und dem Halbbruder 1944 im Konzentrationslager Auschwitz ermordet.
In Warnsdorf besuchte Peter H. Feist von 1934 bis 1944 die Schule und das Gymnasium. Der Ort gehörte nach dem Münchner Abkommen 1938 zum von NS-Deutschland annektierten Reichsgau Sudetenland. Seine Latein-Lehrerin war Rita Hetzer, die spätere Romanistin und Literaturwissenschaftlerin Rita Schober, die 1966 auch Gutachterin seiner Habilitationsschrift war und deren Professorenkollege er 1968 an der Humboldt-Universität zu Berlin (HUB) wurde. Als Jugendlicher ist Feist noch in den letzten Monaten des Zweiten Weltkrieges von 1944 bis Anfang 1945 als Flakhelfer in Marienburg (Westpreußen) eingesetzt worden.
Nach dem Krieg und der Vertreibung der Deutschen aus der Tschechoslowakei zog die Familie nach Lutherstadt Wittenberg. 1947 legte er dort sein Abitur ab und studierte anschließend bis 1952 Kunstgeschichte, Geschichte und klassische und orientalische Archäologie an der Martin-Luther-Universität Halle-Wittenberg (MLU). In seiner Diplomarbeit schrieb er über Untersuchungen zur Bedeutung orientalischer Einflüsse für die Kunst des frühen Mittelalters. Nach dem Studium arbeitete er von 1952 bis 1958 an der MLU als Assistent, Aspirant, Oberassistent und Lehrbeauftragter von Wilhelm Worringer am Kunstgeschichtlichen Institut. Am 11. März 1958 wurde er dort mit der Arbeit Die Stilstruktur von der altorientalischen bis zur romanischen Kunst promoviert. Seit 1954 war er SED-Mitglied.
Bevor er 1962 mit seiner Familie nach Ost-Berlin übersiedelte, arbeitete er zunächst ab 1958 als Oberassistent und Wahrnehmungs-Dozent am Institut für Kunstgeschichte der Humboldt-Universität zu Berlin (HUB). Am 14. November 1966 wurde er nach Einreichung einer Habilitationsschrift zum Thema Bereicherung und Begrenzung der Malerei durch den französischen Impressionismus. Ein Beitrag zur Problematik der Kunstgeschichte in der zweiten Hälfte des 19. Jahrhunderts habilitiert. 1967 erfolgte die Berufung zum Dozenten, 1968 zum Professor mit Lehrauftrag und 1969 zum ordentlichen Professor an der Sektion Ästhetik und Kunstwissenschaften der HUB. Von 1966 bis 1968 arbeitete er zunächst interimistisch als Direktor des Kunstgeschichtlichen Institutes, danach bis 1973 als stellvertretender Direktor der Sektion Ästhetik und Kunstwissenschaften, ab 1977 als Leiter des Wissenschaftsbereiches Kunstwissenschaft an dieser Sektion.
Seit 1950 viele Studienreisen und Tagungsbesuche, auch Vorträge und Gastvorlesungen in den meisten europäischen Ländern (u. a. in London, Lund, Moskau, München, Paris, Prag, Sofia, Stockholm, Uppsala) sowie in Burma, Indien und den USA. 1961 ist seine erste Buchveröffentlichung über den Maler Auguste Renoir erschienen, auch auf Polnisch und Ungarisch; 1987 folgte eine überarbeitete Lizenzausgabe in Köln; das Buch ist in etwa 20 Sprachen übersetzt worden.

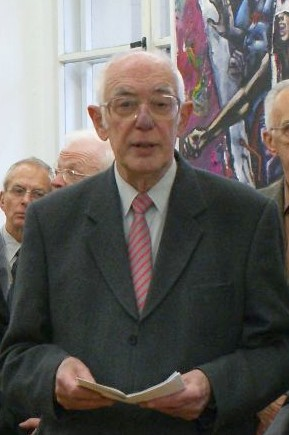
Peter H. Feist (2009)

Von 1982 bis zu seinem Vorruhestand ab Mitte 1990 war Feist Direktor des neu gegründeten Instituts für Ästhetik und Kunstwissenschaften der Akademie der Wissenschaften der DDR. An dem Institut sollten „in Ergänzung der literaturwissenschaftlichen Arbeit des Zentralinstituts für Literaturgeschichte … eigenständige Forschungen auf dem Gebiet der Ästhetik, vor allem der ästhetisch-künstlerischen Kultur, der bildenden und angewandten Künste, der Architektur, der Musik- und Theaterwissenschaft sowie der darstellenden Künste in Film, Fernsehen und Hörfunk aufgenommen werden.“
Nach Auflösung der Akademie der Wissenschaften der DDR war er 1993 Gründungsmitglied der Leibniz-Sozietät der Wissenschaften zu Berlin. Nach seinem Eintritt in den Ruhestand arbeitete an mehreren Büchern und veröffentlichte Rezensionen und Kunstkritiken in Tageszeitungen.
1950 heirateten Peter H. Feist und Gisela Münster (1927–2004), die er als Studentin der Germanistik und Anglistik in Halle kennenlernte; sie war dann bis 1959 Dozentin an der Arbeiter- und Bauernfakultät (ABF) der Universität Halle. Ihr gemeinsamer Sohn Michael Feist (* 1953) ist Chemiker.
Peter Heinz Feist lebte zuletzt in Berlin-Pankow und starb drei Tage vor seinem 87. Geburtstag.

## Mitgliedschaften und Ehrungen (Auswahl)
- 1959–1990 Mitglied in der Sektion Kunstwissenschaft des Verbandes Bildender Künstler der DDR (VBK)
- 1964 Verdienstmedaille der DDR
- 1965–1990 Mitglied der Association Internationale des Critiques d’Art (AICA, Internationale Vereinigung der Kunstkritiker), zeitweise Leiter der DDR-Sektion
- 1966–1968 und 1972–1981 Leiter der Arbeitsgruppe Kunstwissenschaft im Beirat für Kultur-, Kunst- und Sprachwissenschaften des Ministeriums für Hoch- und Fachschulwesen
- 1967 Aktivist des Siebenjahr-Planes der DDR
- 1968–1990 Mitglied des Zentralvorstandes des Verbandes Bildender Künstler der DDR (VBK)
- 1968 Ehrennadel der Liga für Völkerfreundschaft
- 1969–2010 Mitglied im Comité International d'Histoire de l'Art (CIHA, Internationales Komitee der Kunsthistoriker), bis 1990 als einer der Repräsentanten der DDR, danach ehrenhalber
- seit 1969 Vorsitzender des Nationalkomitees für Kunstgeschichte
- 1969–1991 Außerordentliches Mitglied der Akademie der Künste der DDR, seit 1972 Ordentliches Mitglied[6]
- 1973 Johannes-R.-Becher-Medaille des Kulturbundes der DDR
- 1974–1991 Korrespondierendes Mitglied der Akademie der Wissenschaften der DDR
- 1975 und 1980 Nationalpreis der DDR
- 1976 Orden Banner der Arbeit (im Kollektiv)
- 1982 Hans-Grundig-Medaille des Verbandes der Bildenden Künstler der DDR
- 1984 Otto-Nagel-Medaille des Bezirksverbandes Bildender Künstler Berlin
- 1985 Visiting Senior Fellow am Forschungszentrum (CASVA) der National Gallery in Washington (USA) für drei Monate
- 1988 Vaterländischer Verdienstorden in Bronze[7]
- 1989 Ehrenmedaille zum 40. Jahrestag der DDR
- 1990–2010 Membre honoraire der CIHA
- 1993–2015 Mitglied der Leibniz-Sozietät der Wissenschaften zu Berlin.

## Veröffentlichungen
- Plastiken der Deutschen Romanik. 2. Aufl. Verlag der Kunst, Dresden 1960.
- Auguste Renoir. E. A. Seemann Verlag, Leipzig 1961.
- Paul Cézanne. E. A. Seemann Verlag, Leipzig 1963.
- Plastik in der Deutschen Demokratischen Republik, VEB Verlag der Kunst, Dresden, 1965
- Prinzipien und Methoden marxistischer Kunstwissenschaft: Versuch eines Abrisses. E. A. Seemann, Buch- und Kunstverlag, Leipzig 1966.
- Lexikon der Kunst. Leipzig 1968–1978, 1987–1994 (Mithrsg.).
- Impressionistische Malerei in Frankreich. 3. Aufl. Verlag der Kunst, Dresden 1972.
- Die National Gallery London. 4. Aufl. E. A. Seemann Verlag, Leipzig 1976.
- Künstler, Kunstwerk und Gesellschaft. Studien zur Kunstgeschichte und zur Methodologie der Kunstwissenschaft. Verlag der Kunst, Dresden 1978 (Fundus-Reihe 51/52).
- Monet. 2. Aufl. Verlag der Kunst, Dresden 1983.
- Geschichte der deutschen Kunst. E. A. Seemann Verlag, Leipzig. Insgesamt 10 Bände, davon 2 Bände von Peter H. Feist herausgegeben:

1. Band 1760–1848. Leipzig 1986, ISBN 3-363-00003-0. ( u. a. mit Thomas Häntzsche, Ulrike Krenzlin, Gisold Lammel, Helga Paditz).
2. Band 1848–1890. Leipzig 1987, ISBN 3-363-00050-2. (u. a. mit Dieter Dolgner, Ulrike Krenzlin, Gisold Lammel).

- Renoir. Ein Traum von Harmonie. Taschen Verlag, Köln 1987, ISBN 978-3-8228-0251-9.
- Impressionismus. Die Entdeckung der Freizeit. E. A. Seemann-Verlag, Leipzig, 1993, ISBN 978-3-363-00594-3.
- Figur und Objekt. Plastik im 20. Jahrhundert – eine Einführung und 200 Biographien. Seemann Verlag, Leipzig 1996, ISBN 3-363-00657-8.
- Metzler-Kunsthistoriker-Lexikon. Zweihundertzehn Porträts deutschsprachiger Autoren aus vier Jahrhunderten. 2. Aufl. J. B. Metzler’sche Verlagsbuchhandlung und Carl Ernst Poeschel Verlag, Stuttgart 2007, ISBN 978-3-476-05262-9 (mit Peter Betthausen und Christiane Fork).
- Französischer Impressionismus. Malerei des Impressionismus 1860–1920. Taschen Verlag, Köln 1995, ISBN 978-3-8228-8702-8.
- Hauptstraßen und eigene Wege – Rückschau eines Kunsthistorikers. Mit einem Nachruf von Horst Bredekamp. Lukas Verlag für Kunst- und Geistesgeschichte, Berlin 2016, ISBN 978-3-86732-231-7.